# Причудлива дървесница
Причудливите дървесници (Cruziohyla craspedopus) са вид земноводни от семейство Дървесници (Hylidae).
Разпространени са в западните части на Амазония в Южна Америка.
Таксонът е описан за пръв път от Джон Фънкхаузър през 1957 година.